# P2M
P2M — «A Guidebook of Project and Program Management for Enterprise Innovation» — стандарт по управлению проектами, базирующийся на опыте Японии с 1999 года, который позволил визуализировать проекты с большей добавленной стоимостью и инновационные программы.
P2M — это система знаний, представленная в форме «Руководства по управлению инновационными проектами и программами предприятий».
Первая редакция P2M была опубликована в ноябре 2001 года Японской ассоциацией развития инжиниринга (ENAA), сейчас P2M поддерживается Ассоциацией проектных менеджеров Японии (PMAJ).
P2M сконцентрировал уроки японских компаний с 1980 года, сформировав методологию управления ценностью и выздоровления компаний за последнее десятилетие с 1990 года, как новое направление развития.
Главное преимущество Р2М по отношению к другим школам по управлению проектами состоит в том, что в Р2М существует акцент на выработку инновации как подхода к управлению программами и управление ожиданиями заинтересованных лиц. В то же время проект в Р2М — в первую очередь обязательство менеджера проекта создать ценность как продукт в соответствии с миссией программы и организации в целом.

## Особенности Р2М
Р2М проект — это обязательство создать ценность, основанную на миссии проекта, которое должно быть завершено в определенный период в рамках согласованных времени, ресурсов и условий эксплуатации. Любой проект начинается с определения его миссии. Это отличает Р2М от других стандартов по управлению проектами, где обычно начинают с определения целей.
Само понятие «миссии» отличается сложностью и неопределенностью и всегда связано с различными междисциплинарными областями. Миссия проекта включает фундаментальные цели, для которых разработан этот проект и которых он должен достичь.
Для уменьшения неопределенности любую миссию нужно описать в виде четких сценариев, из которых сразу же можно будет выяснить цели, задачи и контекст проекта. Происходит выбор наилучшего варианта из всех предложенных сценариев. Итоговый сценарий должен быть предельно ясным и максимально новаторским.
Программа определена как органическое объединение группы проектов, направленные на достижение миссии программы. Вычленяют самые важные элементы проекта. Перед выполнением проекта нужно расписать архитектуру программы для обеспечения связки функциональной и структурной конфигурации. На сегодняшний день управление всё более склоняется к гибкости, подстраивается под срочные изменения к конкретной ситуации. Поэтому все модели проектов делят на три вида: схема, система и сервис.

## Структура P2M
Введение — Описание стандарта и руководства управления проектами P2M

### Часть I. Введение в управление проектами
1. P2M и профессионалы нацеленные на достижение миссии
2. История управления проектами и P2M
3. Как изучать структуру и дизайн Р2М

### Часть II. Управление проектами
1. Проекты и управление проектами
2. Среда управления проектами
3. Знания и навыки управления проектами

### Часть III. Управление программой
1. Программы и управление программами
2. Среда управления и возможности управления программами
3. Управление интеграцией

### Часть IV. Области знаний управления проектами
1. Управление стратегией проекта
2. Управление финансированием проекта
3. Управление системами проекта
4. Организационное управление проектом
5. Управление целями проекта
6. Управление ресурсами проекта
7. Управление рисками проекта
8. Управление информационными технологиями проекта
9. Управление отношениями в проекте
10. Управление стоимостью проекта
11. Управление коммуникациями в проекте

## P2M в России
- К методологии P2M был проявлен интерес со стороны администрации города Дубны. Начальник управления инновационной деятельности городской администрации С. Н. Добромыслов считает, что «внедрение проектного управления на основе стандарта Р2М позволит увеличить эффективность инновационной инфраструктуры наукограда Дубна, её научно-промышленного комплекса, компаний-резидентов технико-внедренческой особой экономической зоны Дубна».[5]

- Первая в России книга, посвящённая P2M — «Управление инновационными проектами и программами на основе системы знаний P2M».[6] Предисловие к российскому изданию написал Герман Греф.